# Marie Wada
Marie Wada (和田 麻里江; Kōbe, 18 settembre 1987) è un'ex pallavolista giapponese, nel ruolo di centrale.

## Carriera
La carriera di Marie Wada inizia a livello scolastico, con la formazione del Liceo Hachiouji Jissen. Fa il suo esordio da professionista in V.Premier League nella stagione 2006-07, vestendo la maglia delle Toray Arrows; resta legata al club per sette stagioni, ricoprendo sempre il ruolo di riserva, e vincendo quattro scudetti, due edizioni della Coppa dell'Imperatrice, altrettante del Torneo Kurowashiki ed un V.League Top Match.
Nella stagione 2013-14 viene ingaggiata dall'Hitachi Rivale.

## Palmarès

### Club
- Campionato giapponese: 4

2007-08, 2008-09, 2009-10, 2011-12
- Coppa dell'Imperatrice: 2

2007, 2011
- Torneo Kurowashiki: 2

2009, 2010
- / V.League Top Match: 1

2010